# Distretto di Nueva Cajamarca
Il distretto di Nueva Cajamarca è uno dei nove distretti  della provincia di Rioja, in Perù. Si trova nella regione di San Martín e si estende su una superficie di 330,31 chilometri quadrati.

Istituito il 26 dicembre 1984, ha per capitale la città di Nueva Cajamarca; al censimento 2005 contava 30.551 abitanti.